# 死鍵
死鍵（dead key）是电脑键盘或打字机上一種特殊的快捷键。它們通常用來對原始的拉丁字母加上附加符号。死鍵並不會輸出一個完整的字母，而是改變下一個按下的鍵的輸出結果。因此不需要為每一個字母與每一個標音的組合都對應一個單獨的鍵；只要為每一個標音對應一個死鍵便足夠。
舉例來說，若鍵盤上有一個重音符(`)的死鍵，要輸出法文字母à只需要先按下`，再按下A。如果是è則是先按下`再按下E.而通常來說，通過鍵入 ` 與Space 可以產生一個單獨的標音符號。

## 使用
死鍵有別於一般的組合鍵，（像是Alt 或 Option。）不需要同時按下二鍵。死鍵可以按下再放開，接著再按下另一個鍵。
某些電腦系統不會提示已經按下過死鍵，使某些按鍵失去作用。但在某些文字輸入系統，標音符號會被單獨顯示，並且提示接下來應該輸入字母來輸出一個完整的字。
實際上，在打字機上按下一個死鍵時，印字頭並不會移動。因此下一個字會印在紙上同一個位置，組合成一個完整的字。理論上來說，死鍵與字母的組是沒有限制的。
然而電腦則否。在電腦上死鍵只能暫時改變下一個鍵的輸出。技術上來說，它不是輸出一個標音符號，而只是進入了另一種狀態；狀態中會輸出原有字母與標音符號的組合。這些組合必需是在編碼中定義且字型中有包含的。舉例來說，若編碼中不存在字母q與符號´的組合，那便不可能在按下´與q後輸出´與q的組合。

## 死鍵的組合
Unicode 包含超過一百種包含两个附加符号的字母，包括拉丁字母、越南文字母及其它多種語言。一般來說只要鍵盤支援，按照任何顺序按下这两个死鍵，然后再按下基本字母，就能輸出組合後的字母。

## 外部連結
- Microsoft Office Keyboard shortcuts for international characters （页面存档备份，存于）